# Dionisio Heiderscheid
D.O., właśc. Dionisio Heiderscheid (ur. 8 maja 1974 w Buenos Aires) – argentyński  model i aktor gejowskich filmów pornograficznych. 

## Życiorys
Początkowo pracował jako model w Argentynie, a później za granicą. Wziął udział w programie Telefe Sábado Bus (1999) i talk-show El Nueve Tendencia (2004).
W 2007 zadebiutował jako aktyw w scenie homoseksualnej w filmie Obsession of D.O., wyreżyserowanym przez Rafaela Alencara i zrealizowanym przez Black Scorpion. Wziął udział w produkcjach Black Scorpion Entertainment Man Island (2007) i Cuma Sutra (2008). Spróbował też swoich sił jako reżyser produkcji Black Scorpion Sex Sessions (2008). 
W 2009 trafił na dziewiąte miejsce listy 50. najpopularniejszych aktorów porno magazynu „Cybersocket”. W 2010 podpisał kontrakt z Raging Stallion Studios. Po raz pierwszy wystąpił jako pasyw w produkcji Lucas Entertainment Michael Lucas' Auditions 48: Popping D.O.’s Cherry (2012) w reż. Michaela Lucasa. W 2012 wytwórnia filmowa Raging Stallion wydała oficjalne jego dildo. W czerwcu 2013 nakładem Raging Stallion wydał swoją pierwszą kompilację wideo zatytułowaną The D.O. Anthology.
Był na okładkach „Men” (w maju 2009) i „Playgirl” (lato 2015).
Wystąpił w dramacie Leonarda Brzezickiego Errante corazón (2021) z Leonardo Sbaraglią.
W wywiadzie skomentował swoją karierę w branży porno: „Moje ciało jest moją własnością i mogę z nim zrobić, co chcę. Zostanie gwiazdą porno było jak odrodzenie”. 

## Nagrody i nominacje
| Rok  | Nagroda                         | Kategoria                       | Film                           | Inni wykonawcy                                                   | Rezultat  |
| ---- | ------------------------------- | ------------------------------- | ------------------------------ | ---------------------------------------------------------------- | --------- |
| 2008 | GayVN Award                     | Najlepszy debiutant             | –                              | –                                                                | Nominacja |
| 2009 | XBIZ Award                      | Gejowski wykonawca roku         | –                              | –                                                                | Nominacja |
| 2009 | GayVN Award                     | Wykonawca roku                  | –                              | –                                                                | Nominacja |
| 2009 | GayVN Award                     | Najlepszy aktyw                 | –                              | –                                                                | Nominacja |
| 2009 | GayVN Award                     | Najlepszy aktor                 | Sex Hiker (2008)               | –                                                                | Nominacja |
| 2009 | GayVN Award                     | Najlepsza scena ejakulacji      | Sex Hiker (2008)               | –                                                                | Nominacja |
| 2010 | Nagroda Raging Stallion Studios | Mężczyzna roku                  | –                              | –                                                                | Wygrana   |
| 2011 | Nagroda Raging Stallion Studios | Mężczyzna roku                  | –                              | –                                                                | Wygrana   |
| 2012 | Grabby Award                    | Najlepsi sportowcy (Jocks)      | Giants 1 (2011)                | Francesco D’Macho                                                | Nominacja |
| 2012 | XBIZ Award                      | Gejowski wykonawca roku         | –                              | –                                                                | Nominacja |
| 2013 | XBIZ Award                      | Gejowski wykonawca roku         | –                              | –                                                                | Nominacja |
| 2014 | XBIZ Award                      | Gejowski wykonawca roku         | –                              | –                                                                | Nominacja |
| 2020 | Grabby Award                    | Najlepsza scena seksu grupowego | Sacred Band Of Thebes 4 (2018) | Diego Sans, François Sagat, Ryan Bones, JJ Knight i William Seed | Nominacja |
| 2020 | GayVN Award                     | Najlepsza scena seksu grupowego | Sacred Band Of Thebes 4 (2018) | Diego Sans, François Sagat, Ryan Bones, JJ Knight i William Seed | Nominacja |